# Elmar Setzer Marseille
Elmar Harald Setzer Marseille (Chilón, Chiapas, 5 de diciembre de 1937-11 de mayo de 1998). fue un político mexicano, miembro del Partido Revolucionario Institucional, que se desempeñó como gobernador de Chiapas por algo más de un año entre 1993 y 1994.
Elmar Setzer es abogado egresado de Facultad de Derecho de la Universidad Nacional Autónoma de México, de donde egresó en 1957. Su primer cargo político lo desempeñó al ser electo Presidente municipal de Yajalón para el periodo de 1965 a 1967; además fue elegido diputado al Congreso de Chiapas, primeramente como suplente y posteriormente como propietario, periodo durante el cual ocupó la presidencia de la Gran Comisión y de la Comisión Permanente.
El 4 de enero de 1993 el Congreso de Chiapas lo designó Gobernador del estado al solicitar licencia al cargo el titular Patrocinio González Garrido; nombrado ese mismo día como Secretario de Gobernación por el presidente Carlos Salinas de Gortari.
Se desempeñaba como gobernador cuando el 1 de enero de 1994 ocurrió en su estado el levantamiento del Ejército Zapatista de Liberación Nacional; en consecuencia del mismo, el 18 de enero de 1994 solicitó licencia a la gubernatura y se retiró de toda actividad política pública.